# 卡斯泰尔诺-当格莱斯

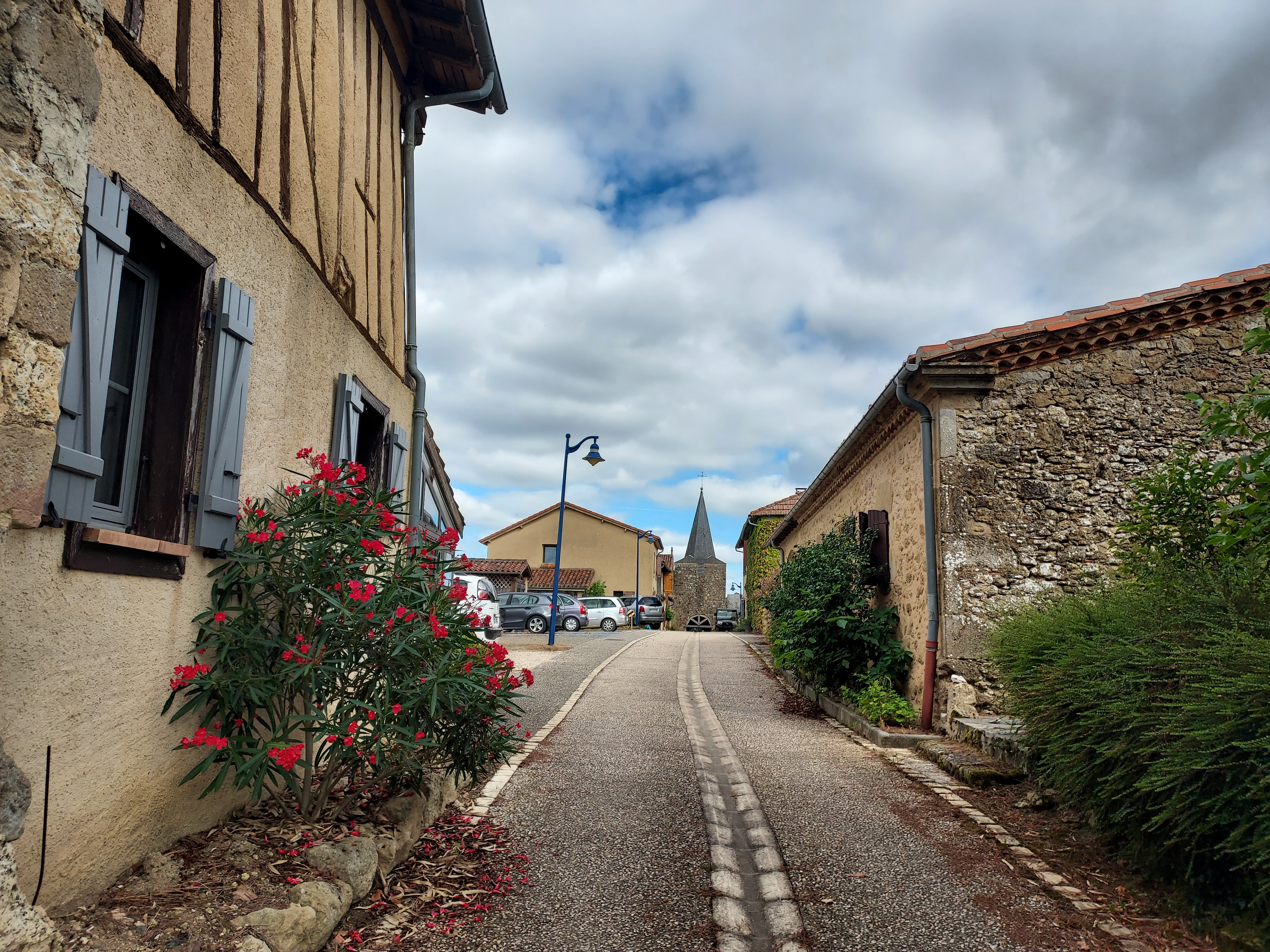
卡斯泰尔诺-当格莱斯

卡斯泰尔诺-当格莱斯（法語：Castelnau-d'Anglès）是法国热尔省的一个市镇，属于米朗德区。该市镇总面积11.94平方公里，2020年时的人口为86人。

## 人口
卡斯泰尔诺-当格莱斯人口变化图示